# Закон (фільм, 1959)
«Зако́н» — французько-італійський художній фільм 1959 року, знятий режисером Жулем Дассеном, з Джиною Лоллобриджидою і Марчелло Мастроянні у головних ролях.

## Сюжет
За однойменним романом Роже Вайяна. У невеликому італійському містечку, де всі знають одне одного, найбагатша й найвпливовіша людина — дон Чезаре. Як і всі чоловіки в місті, він просто обожнює свою прибрану дочку, веселу й навіжену Марієтту. Закохується в неї і молодий інженер Енріко, який щойно приїхав сюди.

## У ролях
- Джина Лоллобриджида — Марієтта
- Марчелло Мастроянні — Енріко Тоссо
- Раф Маттіолі — Франческо Бріганте
- П'єр Брассер — Дон Чезаре
- Джанріко Тедескі — перший безробітний
- Меліна Меркурі — донна Лукреція
- Ів Монтан — Маттео Бріганте
- Луїза Рівеллі — Ельвіра
- Вітторіо Капріолі — Аттіліо, комісар
- Лідія Альфонсі — Джузеппіна
- Ніно Вінджеллі — Піццаччо
- Едда Соліго — Джулія
- Бруно Каротенуто — Бальбо
- Анна Марія Боттіні — Марія
- Анна Арена — Анна, дружина Аттіліо
- Франко Пеше — старий на площі
- Джо Дассен — другий безробітний
- Марчелло Джорда — пастор
- Тедді Біліс — Алессандро, суддя
- Паоло Стоппа — Тоніо

## Знімальна група
- Режисер — Жуль Дассен
- Сценаристи — Жуль Дассен, Франсуаза Жиро, Дієго Фаббрі
- Оператор — Отелло Мартеллі
- Композитор — Роман Влад
- Художник — Маріо К'ярі
- Продюсери — Жак Бар, Малено Маленотті